# Augustin Janssens (voetballer)
Augustin "Tintin" Romain Janssens (Sint-Gillis, 24 september 1930) is een voormalig Belgisch voetballer die speelde als aanvaller. Hij voetbalde in Eerste klasse bij Union Sint-Gillis, Daring Club Brussel en Olympic Charleroi en speelde 9 interlandwedstrijden met het Belgisch voetbalelftal.

## Loopbaan
Janssens sloot zich in 1942 aan bij Union Sint-Gillis en doorliep er de jeugdreeksen. Omstreeks 1946 debuteerde hij als aanvaller in het eerste elftal van de ploeg maar verwierf er pas na enkele seizoenen een vaste basisplaats. In 1949 degradeerde Union SG naar Tweede klasse en Janssens bleef er spelen. Na twee seizoenen kon de ploeg haar plaats in de hoogste afdeling terug innemen.
Janssens bleef er nog spelen tot in 1958 en ging toen naar Daring Club Brussel, dat net gedegradeerd was uit Eerste klasse. In 1960 werd Daring kampioen in Tweede klasse en kon het terug promoveren naar de hoogste afdeling.
Ondanks de promotie vertrok Janssens naar toenmalig Eersteklasser Olympic Charleroi. Hij bleef er één seizoen spelen en keerde toen terug naar Daring CB. Daar bleef hij eveneens nog één seizoen spelen en zette toen een punt achter zijn carrière op het hoogste niveau. Janssens speelde in totaal 182 wedstrijden in Eerste klasse en scoorde daarbij 33 doelpunten.
Tussen 1952 en 1956 werd Janssens 10 maal geselecteerd voor het Belgisch voetbalelftal. Hij voetbalde 9 wedstrijden met de nationale ploeg en scoorde 1 doelpunt, in 1953 in de uitwedstrijd in Nederland.